# Deporaus femoralis
Deporaus femoralis là một loài bọ cánh cứng trong họ Rhynchitidae. Loài này được Kôno miêu tả khoa học năm 1928.